# Paralucilia paraensis
Paralucilia paraensis är en tvåvingeart som först beskrevs av Mello 1972.  Paralucilia paraensis ingår i släktet Paralucilia och familjen spyflugor. Inga underarter finns listade i Catalogue of Life.